# کمیته المپیک قطر
کمیته المپیک قطر (عربی: اللجنة الأولمبية القطرية) یک سازمان ورزشی است که نماینده کشور قطر در کمیته بین‌المللی المپیک می‌باشد.
این سازمان که در سال ۱۹۷۹ تأسیس شده مسئول آماده‌سازی و اعزام ورزشکاران به بازی‌های المپیک، بازی‌های المپیک جوانان و بازی‌های آسیایی است.